# Nocarodes serricollis
Nocarodes serricollis är en insektsart som beskrevs av Fischer von Waldheim 1846. Nocarodes serricollis ingår i släktet Nocarodes och familjen Pamphagidae.

## Underarter
Arten delas in i följande underarter:
- N. s. serricollis
- N. s. loripes
- N. s. sanctidavidi